# ツインテール

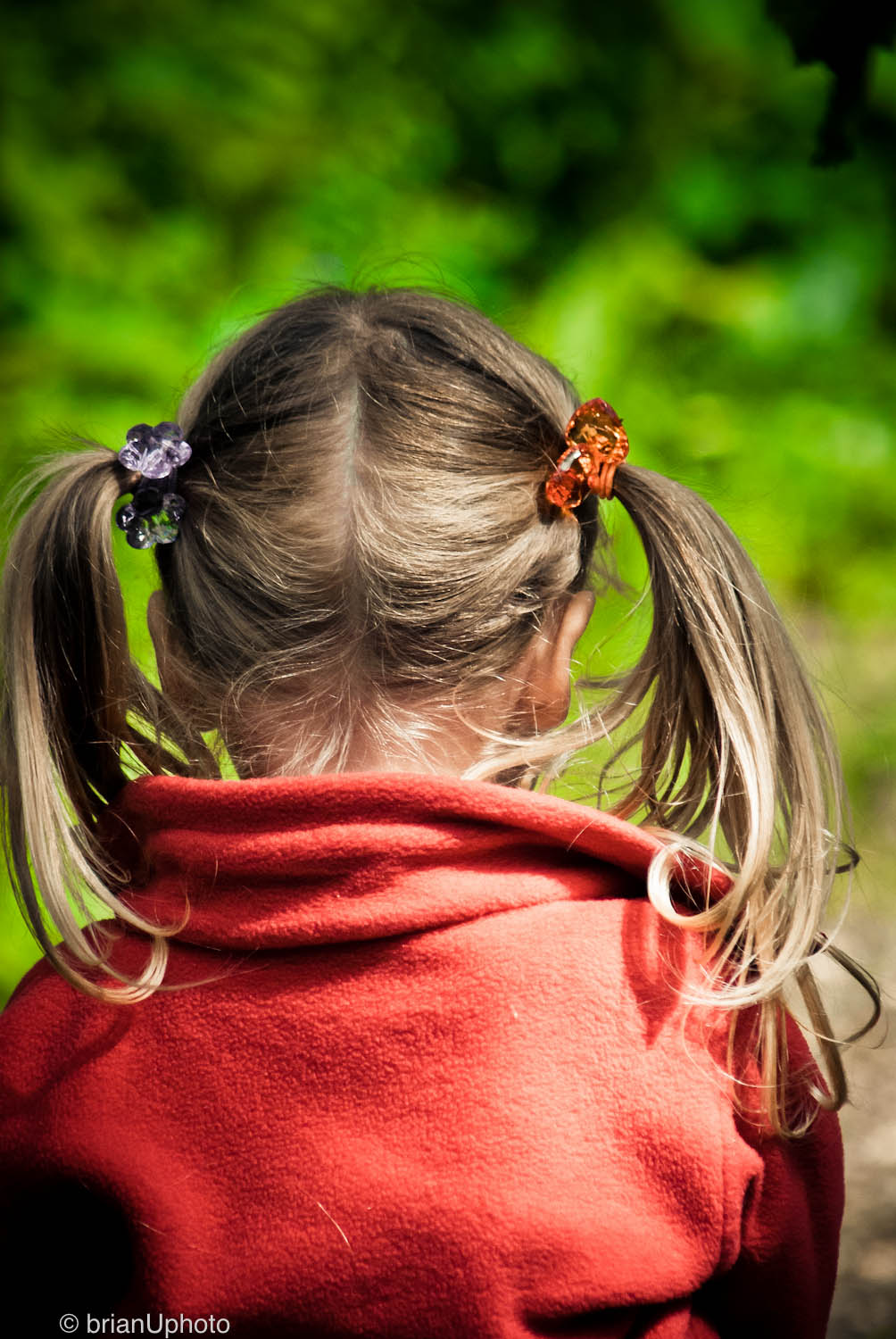
- ツインテールの一例。この例に比して垂らした髪の毛の長さがもう少し短いものをピッグテールと呼ぶ。

ツインテール（和製英語）、またはツーテール（和製英語）は、長い頭髪を左右の中央あるいはそれより高い位置でまとめ、両肩に掛かる長さまで垂らした髪型のこと。「ツインテ」という略称で呼ばれることもある。
前者は主に物語作品のキャラクターの分野で、後者は人形の分野で用いられることが多い。
本項ではツインテールの他にも関連する髪型としてツーサイドアップ（和製英語）及びポニーアップについても解説する。
古くはこの髪型の一般名称は、幼い娘の髪をととのえる母親たちによって習慣的にふたつゆい（二つ結ひ）と呼ばれ、歳が一桁程度の幼い少女がこめかみよりも高い位置に結ぶものを指し、耳より低い位置に結ぶおさげ髪とは呼び分けられていた。現在では古きものの記憶が薄れ、別の新しいものとして10代以上の少女モデルなどが多く結ぶアップスタイルの一部として認識されている。

## 名称の由来
この髪型をツインテールと命名したのは関西の同人作家である。由来は帰ってきたウルトラマンに登場した怪獣ツインテールである。

## 作品における表現
キャラクターを形而下で分類する上での属性の一つとして認識されており、注目されるための要素の一つとして根強い人気を持つ。かつてこの髪型は作品において、キャラクターの特性を強調する「記号」という認識で使われていたが、近年ではその認識が変わりつつ有り、現在では様々なキャラに用いられている。
また、アホ毛（頭から触角のように跳ねている髪）と共通するものとして、キャラクターの行動や感情によってツインテールが逆立ったりするものも見受けられる。ツインテールに似た髪型も好まれる傾向があり、中には腰まである長いツインテールのキャラクターも多く見られる。

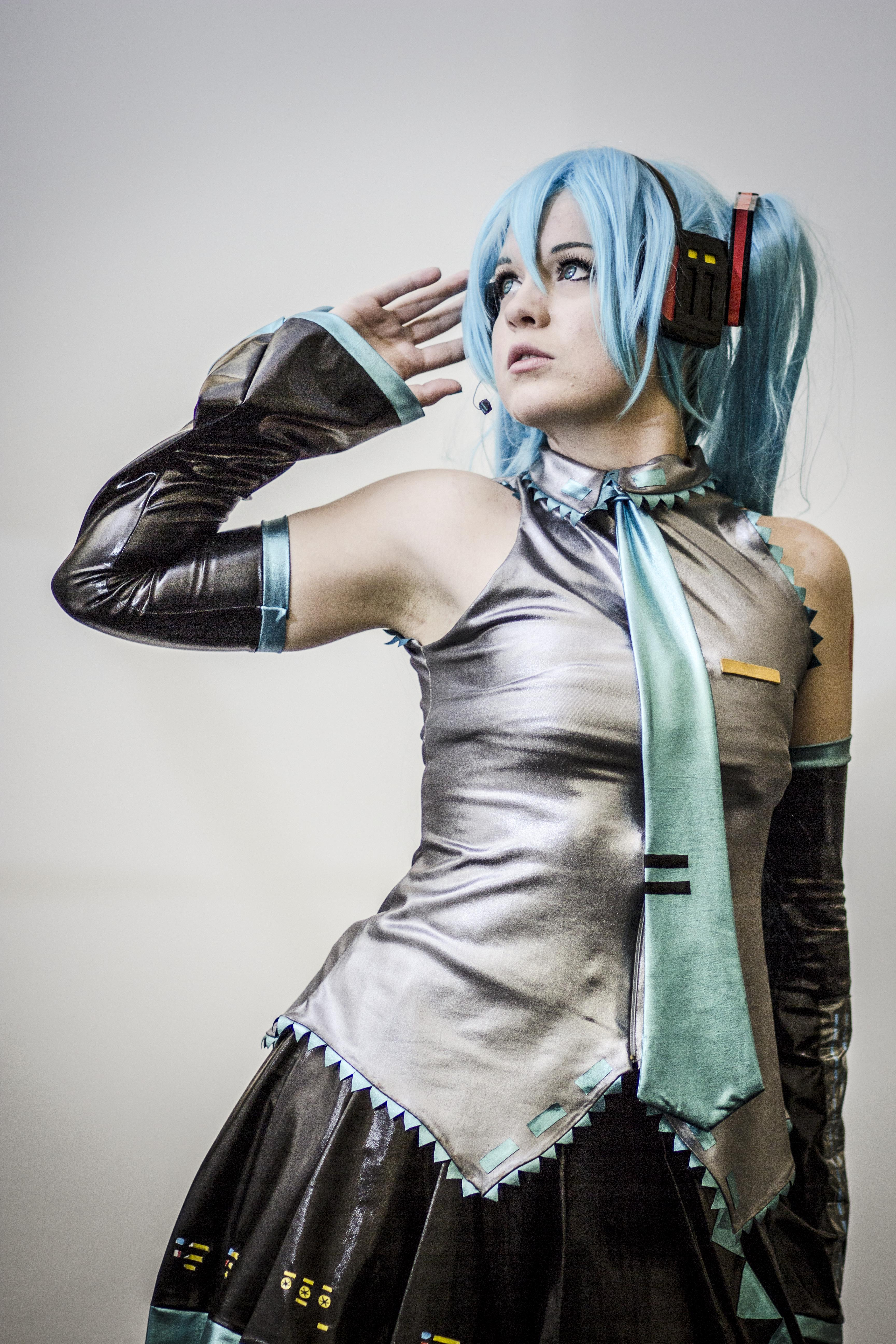
アニメフェスタ2014の初音ミクのコスプレイヤー。

## ツインテールに含まれる、ないしは、類似する種類の髪型

### ツーサイドアップ

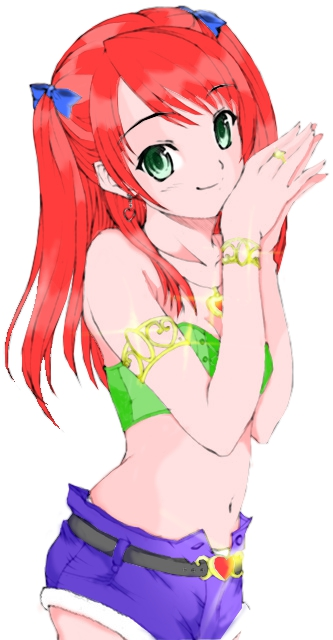
ツーサイドアップの一例。

頭髪の全てをまとめず、両側の少しの髪の量だけを耳の上部でまとめ、残りの後ろ髪は全て垂らす髪型がある。（サイドをアップにする）。しかし、外見的にツインテールとは全く別の髪型になってしまうため、ツインテールではなく「ツーサイドアップ」という別の髪型として扱われる傾向がある。ドール系カルチャーから派生した語で、2つに結んでいるという点以外ではほとんど共通していないため、ツインテールよりもむしろ普通のロングヘアに見えることが多い。「うさぎ結び」（シルエットがウサギのように見えるため）、「ハーフツインテール」などと呼ばれることもある。ただ、長い髪を2つに分けてまとめる点は共通しているため、ツーサイドアップもツインテールと呼ばれることもあるが、その境界線は曖昧である。

### ポニーアップ
少数だが、後ろ髪の少しの量だけをポニーテールのようにまとめ、ほかの後ろ髪はすべて垂らす髪型を「ポニーアップ」や「テールアップ」と呼ぶ場合もある。
キャラクターによってはツインテールと併用していたり、またツインテールのキャラクターにも多くいるように、2つにまとめた髪でキャラクターの感情を表現する場合もある。

### 縦ロール
結った髪の部分が全体的に渦巻状になった髪型。肩よりも髪が長い場合、肩までの髪の部分がストレートあるいは軽くウェーブがかかった程度で、先が軽くカールしているのみのものはツインテールと呼ばれることが多い。また、縦ロールだと髪の長さがツインテールと呼ぶには足りない場合も多い。

## ツインテールの日
2月2日は日本ツインテール協会が定めるツインテールの日となっている。ツインテールの「ツイン」を意味する「2」という数字が2つ重なることにちなんで2012年に設定された。
『美少女戦士セーラームーン』などのアニメ作品のヒット以降、女性の髪型のひとつとして定着したツインテール。その魅力をさらにアピールすることを目的に制定された「ツインテールの日」には、ツインテール姿の女性の写真やイラストがSNSに投稿されるなどツインテールにちなんだ話題が注目を集めている。
なお、「ツインテールの日」は、一般社団法人日本記念日協会に認定されている。